# Cyclops (Schiff, 1910)
Die Cyclops (Kennung: AC-4) war ein Kohleversorgungsschiff der Proteus-Klasse der United States Navy, das im Ersten Weltkrieg zum Einsatz kam. Das Schiff, offiziell als Fleet Collier No. 4 bezeichnet, wurde am 2. Juni 1909 als vierte und letzte Einheit der Proteus-Klasse auf der Werft von William Cramp and Sons in Philadelphia auf Kiel gelegt und lief am 7. Mai 1910 von Stapel. Die Indienstnahme erfolgte am 7. November 1910. Das Versorgungsschiff ging nach dem 4. März 1918 unter bislang ungeklärten Umständen im Gebiet des Bermudadreiecks beziehungsweise in der östlichen Karibik verloren und gilt als verschollen. Von dem Schiff und den 309 Menschen an Bord fehlt seitdem jede Spur; ein Wrack wurde bislang nicht gefunden.

## Technische Aspekte
Die Cyclops war maximal 165,20 Meter lang und 19,20 Meter breit. Der Tiefgang lag im Durchschnitt bei 8,53 Meter. Das Versorgungsschiff war mit 10.000 BRT vermessen und diente vorzugsweise dem Transport von Kohle, im voll beladenen Zustand betrug die Wasserverdrängung 19.360 Tonnen. Die Antriebsanlage bestand aus drei kohlenbefeuerten Dampfkesseln sowie zwei dreizylindrigen Dreifach-Expansionsmaschinen, welche zwei Schraubenwellen ansteuerten. Bei einer maximale Maschinenleistung von 6.705 PSi erreichte das Schiff eine Höchstgeschwindigkeit von rund 14,6 Knoten (etwa 27 km/h). Das Schiff besaß insgesamt 13 Laderäume, darunter fünf große Räume mit je zwei Lukendeckeln achtern der Kommandobrücke und einen großen vor dieser. Insgesamt konnten rund 10.100 Tonnen Kohle (zur Abgabe an andere Schiffe), rund 2.900 Tonnen Öl (ebenfalls zur Abgabe) und 2.275 Tonnen Kohle für den Eigenbedarf mitgeführt werden. Zur Be- und Entladung wurden zu beiden Seiten der großen Laderäume zwei Stützträger installiert, zwischen denen Stahlkabel mit einem daran befestigten Zweischalengreifer verliefen. Mithilfe von Schwenkarmen konnten diese Greifer bis etwa sieben Meter über die Bordwand hinaus beziehungsweise seitlich ausgeschwenkt werden.
Um 1912 wurde das Schiff mit einem drahtlosen Telegraphen ausgestattet. Nach dem Eintritt der Vereinigten Staaten in den Ersten Weltkrieg im April 1917, erhielt die Cyclops vier einzeln aufgestellte 102-mm-Geschütze Mark 5 (L/50).

## Dienstzeit
Nach der Indienstnahme absolvierte das Schiff in den folgenden Jahren einen routinemäßigen Dienst als Versorger. Die Einsatzgebiete lagen – von einer kurzzeitigen Detachierung in die Ostsee 1911 abgesehen – vor allem entlang der US-Ostküste und in der Karibik. 1914 beteiligte sich die Cyclops an der US-Intervention in Veracruz und versorgte hierbei die Flottenverbände von Admiral Frank Friday Fletcher. Im Mai 1917, nach dem Eintritt der Vereinigten Staaten in den Ersten Weltkrieg im April 1917, übernahm Lieutenant Commander George W. Worley das Kommando über das Schiff. Im Sommer 1917 verlegte das Schiff kurzzeitig über den Atlantik nach Saint-Nazaire, ab Juli 1917 und bis Anfang 1918 verblieb die Cyclops vor der US-Ostküste und nahm Versorgungsaufgaben wahr. Am 9. Januar 1918 wurde das Schiff dem Naval Overseas Transportation Service (NOTS), der Vorgängerorganisation des Military Sealift Command, zur Verfügung gestellt und erhielt die Aufgabe, vor der brasilianischen Küste britische Kriegsschiffe zu versorgen.

## Verlust des Schiffes
Nachdem die Cyclops planmäßig die Versorgungsmissionen vor Brasiliens Küste durchgeführt hatte, trat sie am 16. Februar 1918 von Rio de Janeiro aus die Rückreise nach den Vereinigten Staaten an, Zielhafen war Baltimore. An Bord hatte das Schiff, das seine Kohlenladung abgegeben hatte, rund 10.800 Tonnen Manganerz sowie 4.000 Tonnen Frischwasser (womit das Schiff an der Beladungsgrenze war). Bereits vor dem Auslaufen hatte Kommandant Worley ferner gemeldet, dass sich an der Steuerbordmaschine Risse zeigen würden und dass ein Zylinder der Maschine ausgefallen sei. Trotz voller Beladung und der offenkundig nicht zur Gänze einsatzbereiten Maschine – die Höchstgeschwindigkeit des Schiffes hatte sich wegen der Schäden an der Steuerbordmaschine auf nur mehr 10 Knoten reduziert – erhielt Worley die Anweisung, mit dem Rückmarsch zu beginnen, da das Schiff erst in den Vereinigten Staaten einer Überholung unterzogen werden sollte.
Nach einem kurzen Zwischenstopp in Salvador am 20. Februar 1918 lief die Cyclops am 3. März außerplanmäßig Barbados an, da bemerkt worden war, dass das Schiff zu tief im Wasser lag. Trotz dieser Umstände nahm die Crew in Barbados Proviant und Kohlen auf und das Schiff lief am 4. März 1918 wieder aus – in nun anscheinend klar überladenem Zustand. Es war dies die letzte Spur des Schiffes, dessen Ankunft in Baltimore auf den 13. März 1918 terminiert war. Die Cyclops traf jedoch nie in Baltimore ein, weder Trümmer noch Leichen oder gar Überlebende wurden je gefunden.

## Ursachenforschung
Die Verlustursache sowie Zeit und Ort des Unterganges sind unbekannt. Man nahm zunächst an, dass die Cyclops von deutschen Seestreitkräften aufgebracht oder von einem U-Boot versenkt worden sein könnte. Auch ein Überlaufen der mehrheitlich deutschstämmigen Schiffsführung (Kommandant Worley stammte ursprünglich aus Hannover und war 1878 unter dem Namen Johann Frederick Wichmann in die Vereinigten Staaten eingewandert) wurde befürchtet. Beiden Vermutungen wurde jedoch nach dem Krieg von deutscher Seite widersprochen und konnten später anhand deutscher Aufzeichnungen auch nicht bestätigt werden. Da das Schiff in offenkundig überladenem Zustand und mit einer nicht voll funktionsfähigen Antriebsanlage ausgelaufen war und vermutlich um den 5./6. (oder um den 09.?) März in eine starke Sturmfront geraten sein muss, wäre es denkbar, dass der Rumpf des schwer beladenen Schiffes den Sturmgewalten nicht mehr standhalten konnte und schließlich infolge Materialermüdung beziehungsweise strukturellem Versagen auseinanderbrach. Auch eine sogenannte Monsterwelle oder ein völliger Maschinenausfall, der zu einem Querschlagen des antriebslosen Schiffes und zu einem damit verbundenen Kentern hätte führen können, könnten den Untergang verursacht haben. Ebenso wäre möglich, dass die Ladung aufgrund eines zu hohen Feuchtigkeitsgehaltes breiig geworden war und verrutschte, was zu einer Schlagseite und schließlich einem raschen Verlust der Stabilität des Schiffes geführt hätte.
Exotischere und als pseudowissenschaftlich anzusehende Thesen brachten den Mythos vom Verschwinden von Schiffen im Bermudadreieck oder gar den Angriff eines Riesenkraken ins Spiel.
Das Schiff sowie der Kommandant, George W. Worley, und alle 308 Personen an Bord gelten als verschollen. In der Geschichte der United States Navy war dieser Seeunfall der bislang (Stand 2015) größte Verlust von Seeleuten außerhalb von Kampfhandlungen auf See.
Die beiden Schwesterschiffe Proteus und Nereus verschwanden im Zweiten Weltkrieg ebenso, als sie statt Kohle ebenfalls Erz transportierten. Auch bei diesen Schiffen konnte die Verlustursache nicht mit Sicherheit eruiert werden.

## Die Cyclops in der Kultur
Im Roman Cyclop (Originaltitel Cyclops, 1986) von Clive Cussler stellt das Unglück die Basis für die Handlung dar.
Im Roman Dead Sea (2013) von Tim Curran gerät ein Frachtkahn im Bereich des Bermudadreiecks in eine unheimliche Parallelwelt, in welcher die Mannschaft dem verlassenen Frachter USS Cyclops begegnet.